# Fujiwara no Teika
Fujiwara no Teika (藤原定家), aussi connu sous les noms Fujiwara no Sadaie ou Sada-ie
,, (1162 – 26 septembre 1241) est un poète japonais de waka, critique, calligraphe, romancier, anthologiste, scribe et érudit de la fin de l'époque de Heian et du début de l'époque de Kamakura. Son influence était énorme et à ce jour, on le compte comme l'un des plus grands poètes japonais et peut-être le plus grand maître de la forme waka, ancienne forme poétique composé de cinq lignes avec un total de 31 syllabes.
Il a tenu son journal intime, le Meigetsuki (litt. « journal de la pleine lune ») durant plus de 50 ans, de 1180 à 1235. Teika a commencé sa longue et distinguée carrière, couvrant de multiples domaines de l'activité esthétique y compris sur les routes de pèlerinage de Kumano. Sa relation avec l'empereur Go-Toba fut d'abord cordiale et a conduit à des commissions de compilations d'anthologies, mais plus tard a entraîné son bannissement de la cour de l'empereur retiré. Ses descendants et idées domineront la poésie japonaise classique pendant des siècles par la suite.

## Biographie

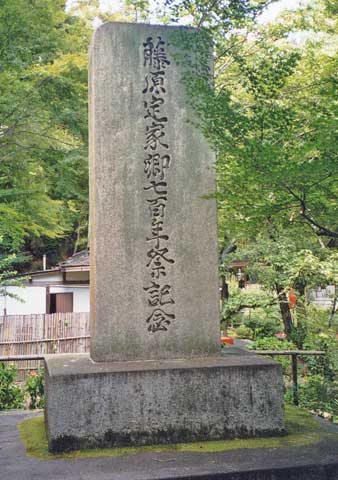
Monument en mémoire de Fujiwara no Teika à Ogura, à Kyoto.

### Naissance
Teika naît en 1162 dans une branche mineure et lointaine du clan aristocratique de cour, les Fujiwara, quelque temps après que les régents Fujiwara ont perdu leur prééminence politique à la cour impériale pendant la rébellion de Hōgen. Sa branche du clan cherche prestige et pouvoir auprès de la cour en s'alignant avec la famille Mikohidari et en se spécialisant dans les efforts artistiques, principalement la poésie. Une telle spécialisation n'est pas inhabituelle; les branches de clans étendus ne sont pas en mesure de concurrencer directement la branche principale du clan (ou même d'autres clans en raison de leur statut inférieur) en matière politique mais peuvent les concurrencer dans des activités esthétiques plus restreintes. (Les Mikohidari, aussi appelés les Miko, sont une branche cadette (en) des Fujiwara, via Fujiwara no Nagaie (1005–1064), 6e fils de Fujiwara no Michinaga ; les Mikohidari sont eux-mêmes alignés avec la branche plus ancienne Kujō des Fujiwara d'origine qui s'opposent à la famille Rokujō)
Le grand-père de Teika est le vénérable poète Fujiwara no Toshitada. Son père est Fujiwara no Shunzei (1114-1204), un poète bien connu et très respecté (et juge de concours de poésie), qui a compilé la septième anthologie impériale de waka (la Senzai Wakashū). Sa sœur devient également une poétesse respectée de waka et renga, connue sous le nom Kengozen ou fille de Shunzei, qu'il consulte parfois pour des conseils poétique. Son frère aîné, Fujiwara no Nariee (parfois romanisé en Nariie ; 藤原俊成), connaît quelque réussite à la cour mais de loin pas autant que sa sœur. Le frère de lait de Teika, le prêtre Jakuren ou Sadanaga c. 1139–1202, sera couronné de succès en tant que poète, bien que sa carrière est tragiquement courte ; il a été adopté par Shunzei quand le frère cadet de Shunzei s'est « retiré du monde ».

### Carrière
Les objectifs de Teika en tant que membre masculin ainé de sa branche sont d'hériter et de consolider la position de son père dans la poésie et d'ainsi faire avancer sa propre réputation (ce qui améliorera également la fortune politique de son propre clan auprès de la cour). Alors que sa vie sera marquée par des maladies à répétition et des fortunes diverses - et partiellement modérée par l'influence à longue portée de son père à la cour (Shunzei vivra jusqu'à l'âge avancé de 90 ans), le patronage du jeune et enclin à la poésie empereur retiré Go-Toba s'avèrera conduire à certains des plus grands succès de Teika.

#### Patronage de Go-Toba
L'empereur retiré Go-Toba annonce, au cours de la deuxième année suivant son abdication (1200, deuxième année de l'ère Shōji) qu'il va organiser un concours de poésie. Les empereurs retirés deviennent souvent plus influents après leur retraite de leur fonction impériale que les empereurs alors en place car ils sont libres des exigences extrêmement élevées du cérémonial et de la politique de la cour. Go-Toba a 20 ans lorsqu'il abdique ; c'est un amateur averti, talentueux au jeu du luth, considéré comme une autorité en matière d'enseignement traditionnel et des précédents courtois, excellent joueur de go et friand de poursuites équestres telles que le tir à l'arc à cheval, le tir à chiens courants et l'escrime.
Go-Toba considérait toutes ces activités comme des passe-temps, adoptant l'un et délaissant l'autre. L'un d'entre aux consistait à soutenir la poésie, en particulier le genre waka. Immédiatement après son abdication, il annonce qu'il organisera deux concours de poésie, chacun exigeant d'éminents poètes qu'ils composent quelque 100 waka suivant une progression thématique particulière connue sous le nom « séquences de poèmes du genre hyakushu ». Le premier concours (Go-Toba no In shodo hyakushu - « Séquences de cinq cents poèmes de l'ancien empereur Go-Toba ») est considéré comme une occasion politique déterminante : si le poète d'un clan se distingue et impressionne le puissant (et jeune) Go-Toba, le clan en tirera un bénéfice considérable.

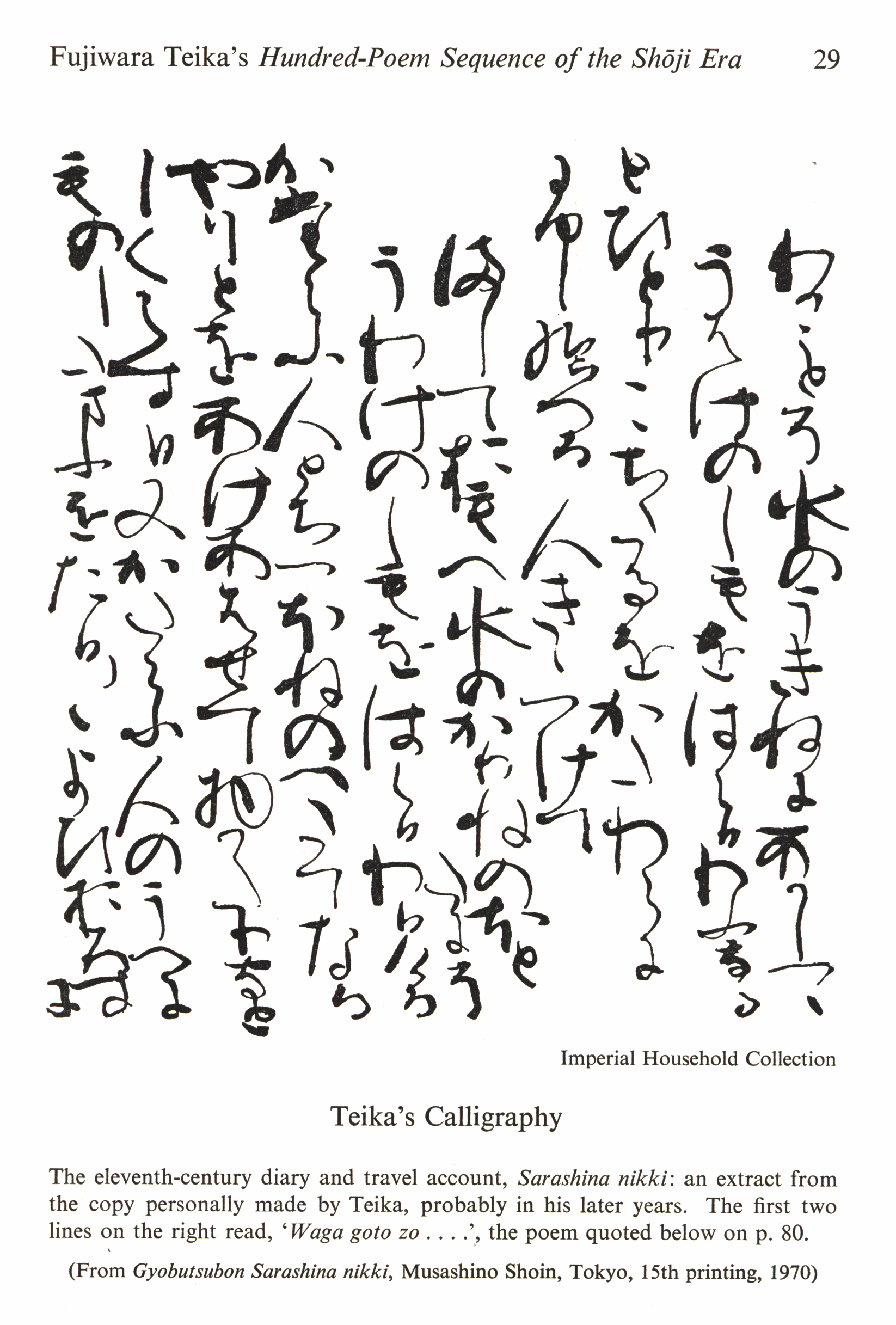
Autre exemple de calligraphie de Teika ; Ici est copiée une partie du Sarashina nikki de Sugawara no Takasue no musume.

Le journal de Teika rapporte qu'il attendait avec impatience une occasion de se perfectionner. À 38 ans il avait atteint l'âge mûr. Alors qu'il était reconnu comme un poète de talent, sa carrière stagnait : il faisait partie des gardes de la gauche du palais depuis vingt ans et n'avait pas été promu depuis près de 10 ans. Il était « commandant inférieur des gardes de la gauche » - position encore plus humble qu'il y paraît. Sur le plan organisationnel, les positions à la cour étaient généralement réparties en « de la gauche », « de la droite » et « du centre » en ordre croissant d'ancienneté et de prestige - avec peu de perspective d'avancement supplémentaire.
Il avait des problèmes politiques plus graves : L'influence de ses protecteurs, les Kujō, sur les empereurs avait considérablement diminué. Minamoto no Michichika (d. 1202) s'était insinué dans les cercles impériaux par l'intermédiaire de l'ancienne nourrice de Go-Toba ; par ce moyen, la fille adoptive de Michichika (fille du shogun d'alors qui avait décidé de marier sa fille à l'empereur en utilisant Michichika comme entremetteuse - contrairement à la politique habituelle du shogun de favoriser Kujō Kanezane. Le manque de confiance du shogun permet à Michichika de pousser Go-Toba à se débarrasser de Kanezane en le nommant kampaku en 1196) et à sa fille de devenir la concubine de Go-Toba (faisant de Michichika le beau-père de l'empereur retiré Go-Toba) et à lui donner son premier héritier en 1195 ; la honte engendrée par cette usurpation amène Ninshi, première épouse de Go-Toba à se retirer de la cour. Comme Ninshi est la fille de Fujiwara no Kanezane, chef des Kujō, l'influence de ces derniers auprès de la cour diminue considérablement, au point que Kanezane et Yoshitsune (d. 1206; autrefois régent et premier ministre (au moins en 1190 en tous cas) sont exclus de la cour en 1196. Avec la diminution de leur influence, s'estompent les perspectives de Teika. Celui-ci exprime sa déception par la poésie, comme dans cet exemple, écrit quand il a été « écarté de la promotion dans la liste de printemps » en 1187 (il finira par être promu en 1190 mais comme son bon et encourageant ami Saigyō décède cette année-là, c'est une maigre consolation) :
| Rōmaji                                                                    | Français |
| toshi furedo kokoro no haru wa yoso nagara nagamenarenuru akebono no sora | Une autre année écoulée Et toujours aucun printemps ne réchauffe mon cœur, Ce n'est rien pour moi Mais maintenant je suis habitué À regarder le ciel à l'aube. |
|                                                                           | |

De fait, Teika n'est d'abord pas invité, à l'instigation de Suetsune, chef du clan rival des Rokujō et de connivence avec Michichika. Suetsune et Teika sont ennemis jurés : juste quelques mois auparavant, Teika a humilié Suetsune en parlant de lui comme de « ce faux poète » et en refusant publiquement de participer à une compétition de poésie avec lui. Sa revanche est bien menée ; Teika, furieux, écrit dans son Meigetsuki : :« Je n'ai jamais entendu chose pareille que de choisir uniquement des poètes anciens » [écrit Teika à propos du prétexte employé pour l'exclure]. Je ne vois que Suetsune à l'origine de cela, s'ingénier par quelque concussion à ce que je sois écarté. Ce ne peut être que Suetsune, Tsuneie, toute cette famille. Eh bien je n'ai pas de regrets car il n'y a à présent plus d'espoir possible pour moi. Mais j'ai écrit en toute confiance à Kintsune aussi tout cela peut-il finir par se savoir. Il a répondu qu'il y a encore place pour l'espoir ».
Je pense que ce n'est probablement pas l'empereur qui a décidé des règles pour le concours des cent poèmes. Cela est dû uniquement aux machinations de Michichika. On souhaite s'en éloigner avec dégoût.
Les appels de Teika auprès de l'inflexible Michichika échouent aussi Shunzei intervient-il avec une éloquente lettre (la bien connue Waji sojo (« Appel en japonais ») – écrire en japonais par opposition au chinois officiel est considéré comme une marque de sincérité - adressée à Go-Toba, faisant valoir qu'une telle exclusion était sans précédent et motivé par la médiocre jalousie de la part de leur adversaire :
« Ces derniers temps les gens qui se disent poètes ont tous été des médiocres. Les poèmes qu'ils composent sont désagréables à entendre, verbeux et manquent de finesse ».
Comme l'écrit Keene, « Il dénonce nommément Suetsune comme l'ennemi de Teika, l'appelant un ignorant et exhorte Go-Toba à ne pas être trompé par ses machinations ». Go-Toba cède à cet appel d'un homme qu'il respecte beaucoup (c'est la deuxième fois que Shunzei intercède en faveur de Teika ; la première fois était en 1185 quand Teika ayant perdu son sang-froid a frappé un supérieur - le général de second rang Masayuki - avec une lanterne),. Il a autorisé Teika, avec deux autres « jeunes » poètes, Fujiwara no Ietaka (1159–1237; 1158–1237, selon Brower), fils adopté de Jakuren et élève de Shunzei et Takafusa (1148–1209) à participer au concours.
Teika est ravi de la tournure des événements :
« Tôt ce matin est arrivé un message du seigneur Kintsune m'informant qu'hier soir l'ex-empereur a ordonné mon inclusion parmi les participants aux « séquences de cent poèmes » ..... D'avoir été ajouté à la liste pour cette occasion me remplit d'une joie inexprimable. Bien qu'ils ne peuvent plus me gêner, je suis toujours convaincu que le problème était dû à des machinations de ces méchants. Et que la situation s'est dénouée de cette façon est un accomplissement de tous mes espoirs et de mes prières pour cette vie et la prochaine ».
Teika travaille avec acharnement pendant plus de deux semaines pour achever la séquence complète et quand il donne finalement son Shoji hyakushu avec un jour de retard, Go-Toba est si impatient qu'il lit immédiatement les poèmes. Minamoto Ienaga, secrétaire personnel de Go-Toba, tient un journal (le Minamoto Ienaga nikki) consacré élogieusement aux activités poétiques de Go-Toba et il rapporte que c'est la centième séquence de poèmes de Teika, et plus précisément le poème 93, qui vaut à Teika de se voir accorder l'autorisation spéciale nécessaire pour être admis à la cour de l'empereur retiré (distincte de la cour de l'empereur régnant. Cette admission spéciale était déterminante pour toute patronage à venir). Cela est peu surprenant car les séquences de 100 poèmes présentés étaient de qualité uniformément élevée (plus de poèmes issus des séquences commandées par Go-Toba sont inclus dans le Shin Kokinshū que de toute autre source, sauf l'énorme « Concours de poésie en 1500 tours »).
| Rōmaji                                                                         | Français |
| Kimi ga yo ni Kasumi o wakeshi Ashitazu no Sara ni sawabe no Ne o ya nakubeki. | Dans le gracieux règne de notre Seigneur, Aurai-je encore motif de crier Comme pleure la grue Qui maintenant avance désolée dans les roselières Loin de ses anciens éthers de brume printanière ? |
|                                                                                | |

De façon intéressante, ce poème est à la fois un bon exemple du genre jukkai (« griefs personnels ») et comme Minamoto no Ienaga l'a souligné pour la première fois, également une allusion au poème (conservé, avec la réponse de Go-Shirakawa, dans l'anthologie impériale Senzai Wakashū) que Shunzei avait envoyé quatorze ans auparavant à l'empereur retiré Go-Shirakawa, l'implorant de pardonner Teika d'avoir frappé un supérieur avec un chandelier ; « l'allusion exprime l'espoir que, tout comme le poème de Shunzei a obtenu la restauration du rang et de la fonction de son fils égaré sous Go-Shirakawa, le propre poème de Teika lui gagnera maintenant son admission à la cour de Go-Toba malgré sa relation avec la faction « déshonorée » de Kujō ».
| Rōmaji                                                                   | Français |
| Ashitazu no Kumoji mayoishi Toshi kurete Kasumi o sae ya Hedatehatsubeki | Maintenant que l'année S'est terminée au cours de laquelle elle s'est perdue Sur le chemin de la terre des nuages Les grues doivent-elles être tenues à l'écart Même de la brume d'un nouveau printemps ? |
|                                                                          | |

Teika et Go-Toba auront une étroite et productive relation ; Teika sera favorisé en étant nommé par Go-Toba comme l'un des six compilateurs (et de facto chef compilateur en raison de son engagement et de la force de sa personnalité, en plus de sa réputation déjà établie comme poète) de la huitième anthologie impériale de poésie waka, la très respectée Shin Kokinshū (c. 1205, « Nouvelle Collection de poésie japonaise, ancienne et moderne ») dont Go-Toba a ordonné la composition après le succès de ses « séquences de cent poèmes » (qui ont fourni une base pour la collection). Afin de la compiler, Go-Toba a ressuscité l'institution défunte, le « Bureau de Poésie » le septième mois de 1201, avec quinze yoryudo, ou « membres contributeurs » et trois ajoutés ultérieurement) qui ont participé à de nombreux concours de poésie et activités similaires qui bientôt commencent à prendre place dans le Bureau. Six d'entre eux (Minamoto Michitomo, Fujiwara Ariie, Teika, Fujiwara Ietaka, Fujiwara Masatsune et Jakuren, qui ne vivra pas assez longtemps pour achever la tâche et ne sera pas remplacé - Minamoto Ienaga a apparemment été détaché du secrétariat personnel de Go-Toba pour servir à la place en tant que secrétaire du comité de compilation; son journal et celui de Teika ont survécu, offrant une bonne vue sans précédent du fonctionnement interne de la façon dont une anthologie impériale a été créée) - ont été choisis pour compiler le Shin Kokinshū au cours du onzième mois de 1201.
Comme si l'honneur de contribuer à la compilation du Shin Kokinshū et d'avoir un nombre remarquable de 46 de ses poèmes (dont trois issus du Shoji hyakushu) inclus dans l'anthologie n'étaient pas assez, Teika sera nommé en 1232 par l'empereur retiré Go-Horikawa pour compiler – seul – la neuvième anthologie impériale, la Shinchokusen Wakashū (c. 1235; « Nouvelle Collection impériale »). Teika est la première personne à avoir jamais été compilateur de deux anthologies impériales.

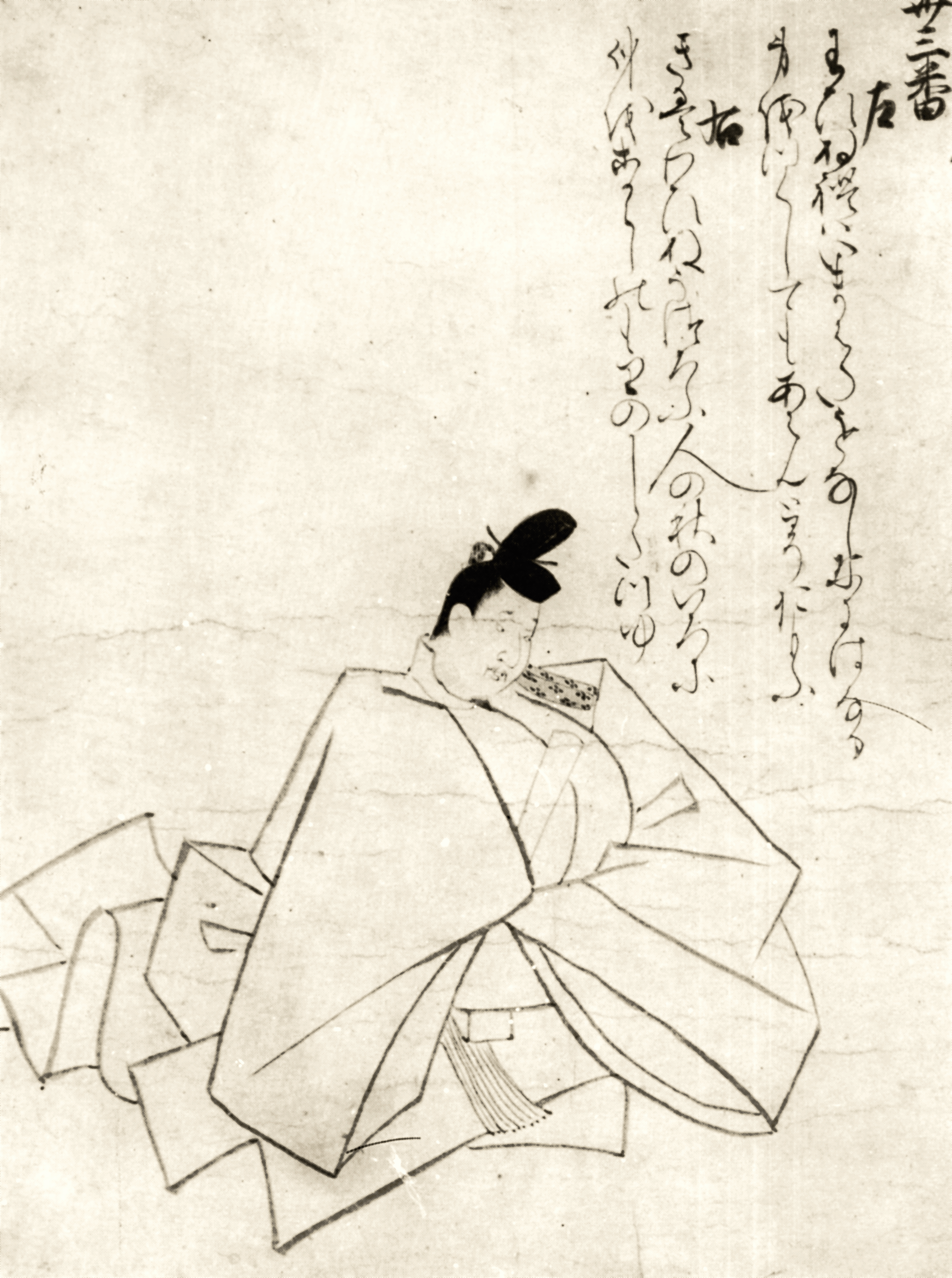
Un tableau de Teika, peut-être par son fils, Tameie

#### Dispute entre Teika et Go-Toba
Ce patronage favorable et cette collaboration finalement s'enveniment - même si la relation de Teika avec l'empereur Juntoku et Minamoto no Sanetomo s'intensifie - à propos de beaucoup de choses telles que les différences dans la façon dont on devrait utiliser « association et progression » (comme l'énonce Brower) dans les séquences poétiques. Dans les « séquences de 100 poèmes » et similaires, les poèmes figurent généralement dans l'un parmi plusieurs groupes (le thème des quatre saisons est un groupe habituel, comme l'amour). Les poèmes forment généralement une séquence intégrée dans laquelle ils traitent le même sujet, procédant d'étape en étape (par exemple, une séquence sur l'amour peut procéder de la solitude, du devenir amoureux, à une relation mature et au chagrin quand elle se termine) ou qui se réfèrent à des éléments de poèmes précédents (technique plus tard au centre des séquences renga). Go-Toba utilise ces techniques régulièrement et souvent tandis que Teika les emploie de façon plus erratique. Durant la compilation du Shin Kokinshū, d'autres différences se font jour, apparemment sur la valeur d'un sujet pour proposer des poèmes :
« Dans une situation comme la présente, où il [Go-Toba] a inclus des poèmes d'un grand nombre de gens dont on n'a jamais entendu parler, dont les noms sont restés dans l'obscurité presque totale depuis des générations et de personnes qui ont récemment commencé à attirer l'attention et ont chacun jusqu'à dix poèmes inclus - dans une telle situation, il n'y a aucune distinction particulière pour moi d'avoir une quarantaine [46] de poèmes choisis ou pour Ietaka d'en avoir une vingtaine ou plus. Les décisions récentes de l'ancien souverain font apparaître qu'il choisit des hommes plutôt que des poèmes - singulière procédure ».
Le mécontentement de Teika se manifeste de plusieurs mesquines façons, comme le refus d'assister à un banquet en 1205 (300 ans après l'achèvement du Kokinshū) destiné à célébrer l'achèvement officiel du Shin Kokinshū parce qu'il n'y avait pas de précédent pour un tel banquet (apparemment, il n'a pas été convaincu par le précédent du banquet célébrant la conclusion du Nihon Shoki). Go-Toba réplique en excluant Teika du processus de révision permanente du Shin Kokinshū (alors qu'il était officiellement terminé à la date du banquet, il était de facto incomplet parce que la préface japonaise n'existait que sous forme de grossier brouillon et parce que Go-Toba continuera la révision de la sélection de poèmes pendant encore un certain temps par la suite, ne libérant l'édition finale qu'environ 6 ans plus tard, peu de temps après le neuvième mois de 1210,. En fait, Go-Toba poursuivra la révision jusqu'à sa mort, bien que ces dernières révisions ne nous sont par parvenues).
Par ailleurs, il y avait apparemment de graves conflits de personnalité qui conduisent Go-Toba à écrire une fois, après avoir loué la poésie de Teika, que :
« La façon dont se comporte Teika, comme s'il savait tout à propos de poésie, est vraiment extraordinaire. Surtout quand il défend sa propre opinion, il agit comme l'homme qui insiste pour qu'un cerf passe pour un cheval. Il est tout à fait inconscient des autres et dépasse toute raison, refusant d'écouter quoi que ce soit que d'autres personnes ont à dire ».
(L'anecdote du cerf et du cheval fait référence au Chinois de l'antiquité Zhao Gao (d. 207 BCE), qui s'est révolté après un incident au cours duquel il a apporté un cerf à la cour impériale en affirmant qu'il s'agissait en fait d'un cheval et a vu que plusieurs des fonctionnaires en convenaient servilement avec lui, mais pas l'empereur qui a fait remarquer que le cheval était en fait un cerf.)
Donald Keene croit qu'au fur et à mesure que Teika prenait de l'importance, il lui en voulait de la façon péremptoire dont Go-Toba en usait avec lui,,,. Dans ses dernières années, Go-Toba conteste non seulement la personnalité de Teika mais aussi sa poésie, se plaignant de style plus libéral de Teika, que Teika (entre autres choses)) « en revanche, ne prête pas attention à quelque sujet que ce soit. Pour cette raison, ces derniers temps, même les débutants ont tous appris à être comme ça. C'est scandaleux. C'est seulement quand on se concentre très fort sur un sujet composé et que l'on compose un poème qui se concentre sur le sujet que le résultat peut présenter un certain intérêt. Ce style moderne est de la pure négligence. Il est absolument essentiel de s'appliquer à la pratique de composition de poèmes sur des thèmes composés de la façon correcte »,.
En tout état de cause, les événements déclencheurs sont deux incidents, l'un en 1207 et l'autre en 1220. En 1207, Go-Toba décide d'organiser la création de 46 écrans paysagers pour le Saishō Shitennō, temple qu'il a fait construire en 1205 (et ce point est intéressant, apparemment « afin d'enrôler l'aide divine dans le renversement du gouvernement féodal »). Chacun de ces écrans portera également un waka sur le fameux paysage représenté, composé par un poète de premier plan, qui composera les 46 poèmes requis, avec les meilleurs poèmes pour chaque paysage choisi. Bien sûr, Teika a été invité à contribuer mais un poème (sur le « Bois d'Ikuta », zone boisée célèbre et pittoresque attachée à l'Ikuta-jinja de la province de Settsu, moderne Kobe. Cette forêt est connue pour avoir servi de champs de bataille entre les clans Minamoto et Taira ainsi que pour sa beauté pittoresque) est refusé par Go-Toba, non parce c'était un mauvais poème mais parce que c'était un « mauvais modèle » comme le dit Keene. Teika, déjà ennuyé par le préavis minimal pour le concours et le manque de temps pour composer ses poèmes (il a dû le faire en deux jours après qu'il a été informé de la tenue du concours), a commencé à se plaindre de Go-Toba et à attaquer son jugement poétique, à la fois en ce qui concerne le Shin Kokinshū et les poèmes choisis pour les écrans. Cet incident n'a pas eu de conséquences mais néanmoins le mal était fait.
Le deuxième incident qui a lieu au cours du deuxième mois de 1220 est décrit dans une préface aux deux poèmes concernés tel que rapporté dans l'anthologie personnelle de Teika, le Shū gusō. Au cours de la période de six ans couvrant des événements tels que le bannissement de Teika de la cour de Go-Toba et la participation de ce dernier à la révolte de Jōkyū de 1221, le journal de Teika est silencieux. Teika, invité à participer à un concours de poème le 13 du deuxième mois refuse, citant comme raison l'anniversaire de la mort 26 ans auparavant de sa mère, en 1194. Go-Toba et ses fonctionnaires lui envoient plusieurs lettres, lui demandant fermement de venir et Teika finit par céder, arrivant avec seulement deux waka. Le sommaire des deux poèmes se lit comme suit :
« Ayant été convoqué au palais pour une réunion de poésie le treizième jour du second mois de la seconde année de l'ère Jōkyū (1220), Je l'ai supplié d'être excusé en raison d'une souillure rituelle car c'était l'anniversaire de la mort de ma mère. Je ne pensais plus à ce sujet mais de façon tout à fait inattendue dans la soirée du jour fixé, l'archiviste Iemitsu est arrivé avec une lettre de l'ancien empereur, disant que je ne n’étais pas retenu en raison de la souillure mais que je devais venir dans tous les cas. Je continuais à refuser mais après que l'ancien empereur a envoyé deux autres lettres en insistant sur ma présence, j'ai écrit en hâte écrit les deux poèmes suivants et les ai pris avec moi ».
Le premier waka, critique vis-à-vis de Go-Toba est sinon assez inoffensif mais le second est relativement acéré, attaquant Go-Toba de façon oblique, cette fois pour avoir contraint Teika à assister au concours de Go-Toba quand Teika était absorbé dans la commémoration de sa mère et aussi pour avoir insuffisamment promu Teika (le dernier vers est une variation sur une phrase traitant des « chagrins doubles ») :
| Rōmaji                                                                 | Français |
| Michinobe no Nohara no yanagi Shitamoenu Aware nageki no Keburikurabe. | Sous les saules Dans le champ le long de la route Les jeunes pousses bourgeonnent En compétition pour savoir qui, Hélas, a le plus à se lamenter. |
|                                                                        | |

Go-Toba considère cette attaque à la fois comme de l'ingratitude de la pire espèce et le point culminant d'une série d'affronts, ce dernier étant un ressentiment mesquin de ce que Go-Toba a estimé être un prétexte pour tenter de ne pas participer à la compétition de poésie. En conséquence, il bannit Teika de sa cour, bannissement qui va durer plus d'un an. Cette querelle afflige les passionnés de poésie.

#### L'ascension de Teika
La politique est eut-être un autre facteur de cet éloignement - Teika a eu la chance d'être choisi en 1209 comme professeur de poésie du jeune et nouveau shogun, Minamoto no Sanetomo. Le shogunat était une autorité rivale et supérieure à celle des empereurs et de la cour impériale. C'est probablement au malheureux Sanetomo que Teika adresse l'essai préliminaire à sa collection didactique, Kindai shūka (« Poèmes supérieurs de notre temps »), et son traité sur la poésie Maigetsusho (« Notes mensuelles »). Go-Toba est sur le point de devenir un ennemi de Teika alors alité. Heureusement pour Teika, Go-Toba est exilé par le shogunat de Kamakura en 1221 pour le reste de sa vie aux îles Oki après que Go-Toba a mené une rébellion manquée contre le shogunat (la révolte de Jōkyū) que Go-Toba détestait de longue date.
La fortune politique de Teika s'améliore au cours de cette période car c'est après l'exil de Go-Toba que Teika a été nommé compilateur de la neuvième anthologie impériale, la Shinchokusen Wakashū (« Nouvelle collection impériale » achevée c. 1234). Alors qu'il s'agit là d'un grand honneur, il est mal reçu, sauf par les conservateurs. Selon Donald Keene, la fille de Shunzei déclare que « si elle n'avait pas été compilée par Teika, elle aurait même refusé de la prendre dans ses mains » (dans une lettre envoyée à Fujiwara no Tameie, le fils de Teika). Elle et d'autres la critiquent aussi pour avoir apparemment délibérément exclu tous les poèmes objectivement excellents composés par les trois empereurs retirés exilés à la suite de la révolte de Jōkyū. Cette absence a été diversement attribuée à un esprit de vengeance de la part de Teika ou simplement à un désir de ne pas offenser potentiellement le shogunat de Kamakura.
En 1232, à l'âge de 70 ans, Teika est promu au rang de cours Gon Chūnagon (« Conseiller du milieu actif »).
Mais même la fortune améliorée de Teika ne peut l'isoler entièrement des diverses famines et catastrophes qui affectent le pays dans cette période et qui aggravent sérieusement son état de santé :
« Aujourd'hui, j'ai fait préparer par les serviteurs le jardin (celui du nord) et y planter du blé. Même si nous n'en cultivons qu'un peu, cela apaisera notre faim dans une mauvaise année. Ne te moque pas de moi! De quel autre stratagème dispose un pauvre vieillard ? » (Meigetsuki, 13e jour du 10e mois, 1230).
« Des personnes affamées s'effondrent et leurs cadavres remplissent les rues. Chaque jour, leur nombre augmente.... La puanteur a progressivement atteint ma maison. De même, jour et nuit, les gens passent en portant des morts dans leurs bras, trop nombreux pour être comptés ». (Meigetsuki, 2e jour du 8e mois, 1231).
Dans la dernière partie de sa vie, Teika s'essaie à peaufiner son style ushin, l'enseigne et l'écrit ; en plus de ses travaux critiques et des manuscrits qu'il étudie et recopie, il expérimente la forme alors naissante et immature des renga – « Ils sont un amusement pour moi dans ma sénilité ». Mort à Kyoto en 1241, il est enterré dans un temple bouddhiste appelé Shokoku-ji.

### Descendants rivaux
L'un de ses 27 enfants de différentes femmes (et l'un de ses deux fils légitimes), Fujiwara no Tameie (1198–1275, connu comme un héritier réticent, enclin dans sa jeunesse au kemari (jeu de balle frappée) encouragé par Go-Toba plutôt qu'à la poésie), poursuit la postérité poétique de Teika. Les descendants de Tameie se divisent en trois branches : l'aîné et conservatrice branche Nijō (fondée par Nijō Tameuji (1222–1286) fils ainé de Tameie ; la branche Kyōgoku du milieu fondée par Fujiwara no Tamenori (1226–1279), qui, avant de s'éteindre en 1332 à la mort de Fujiwara no Tamekane, fusionne avec la Reizei à l'instigation de la nonne Abutsu et la plus jeune et plus libérale branche Reizei fondée par Fujiwara no Tamesuke (né en 1263) fils cadet de Tameie par Abutsu (décédée circa 1283), poétesse et grande diariste, surtout connue pour son journal Isayoi Nikki (« Journal de la lune descendante ») qui retrace ses batailles juridiques pour obtenir du shogunat de Kamakura qu'il empêche Tameuji de déshériter Tamesuke de la propriété Hosokawa située près de la capitale que Tameie avait léguée à Tamesuke.
C'est un témoignage de l'importance de Teika que l'histoire poétique des siècles qui ont suivi est en grande partie l'histoire des batailles entre les branches rivales. C'est en effet cette rivalité qui est principalement responsable du grand nombre de faux attribués à Teika. Lorsque les Reizei ont perdu une affaire judiciaire concernant la possession de la succession Hosokawa que Tameie avait léguée à Tamesuke, ils ont reçu l'ordre de remettre les précieux manuscrits et documents hérités de Teika et Tameie aux Nijō. Extérieurement ils se sont conformés à cet ordre mais aux quelques documents authentiques dont les Nijō connaissaient l'existence, ils ont inclus pour l'essentiel des faux que les Nijō n'ont eu d'autre choix que d'accepter. En représailles, les Nijō ont fabriqué un certain nombre de faux à leur façon pour mieux étayer leurs revendications,.
Après une période d'ascendance des Reizei du temps de Rezei no Tamehide (petit-fils de Teika) (1302 ? - 1372), ils ont connu un déclin et une hausse conséquente de la fortune des Nijō, tandis que Iametuni, fils de Tamehide, se faisait moine bouddhique. Cependant, les Nijō ont bientôt subi des revers à l'époque du bon à rien Nijō no Tameshige (b. 1325, d. 1385), dont le fils prometteur, Nijō no Tametō (b. 1341, d. 1381), est mort relativement jeune, tué par un brigand.
Lors d'une catastrophe supplémentaire pour les Nijō, Nijō no Tamemigi, le fils de Tametō, est également tué par un brigand en 1399 (?), éliminant de fait les Nijō en tant que force organisée. Sous Tanemasa (1361 - 1417), petit-fils de Tamehide, les Rezei obtiennent une victoire temporaire du temps de Shōtetsu. De façon ironique, les Reizei autrefois libéraux deviendront associés pendant et après l'ère Meiji avec les ultra-conservateurs de l'« école du Palais ».

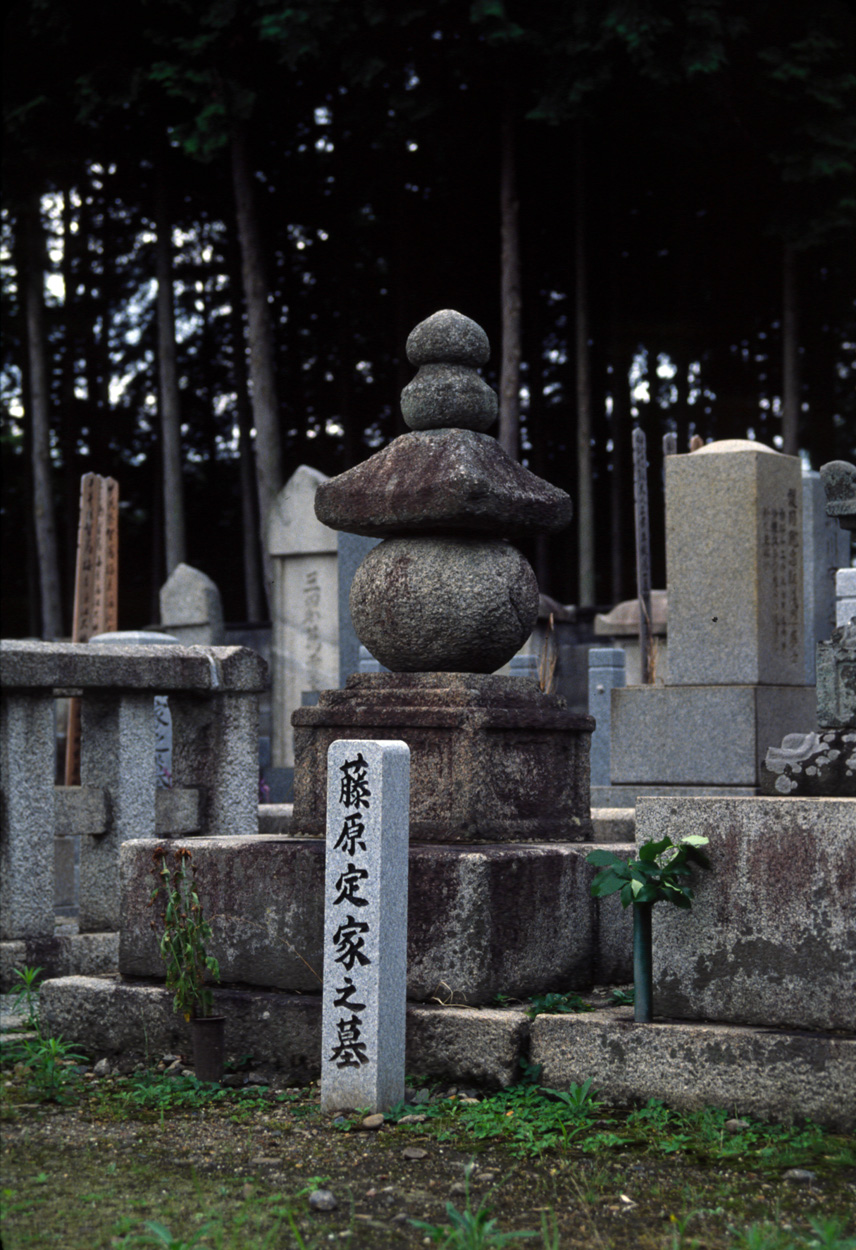
Site de la tombe de Teika.

## Accomplissements poétiques
« Dans cet art de la poésie, ceux qui parlent mal de Teika devraient se voir refuser la protection des dieux et des bouddhas et condamnés aux peines de l'enfer » -Shōtetsu.
Teika a choisi les pièces pour l'Ogura Hyakunin Isshu, anthologie de cent poèmes par cent poètes. Son Ogura Hyakunin Isshu est plus tard passé pour un livre de théorie waka dans lequel tous les types de waka idéal et toutes les techniques ont été présentés. Les différends relatifs à tel style spécifique et sur la possibilité d'être conservateur ou libéral ont divisé ses descendants en un certain nombre d'écoles/clans ennemis comme les Reizei, les Kyōgoku et les Nijō.
Teika est l'auteur de nombreuses copies manuscrites de classiques japonais, dont les monuments de la littérature japonaise que sont Le Dit du Genji, Le conte d'Ise et l'anthologie Kokinshū. À son époque, les anciennes prononciations japonaises étaient perdues ou difficiles à comprendre, ce qui rend l'orthographe des kana confuse et incertaine. Teika a recherché des documents anciens et récupéré l'ancien système de choix entre diverses interprétations de kana et a développé une orthographe systématique utilisée jusqu'à l'ère Meiji moderne. Il a appliqué son système de kana à ses manuscrits, connus pour leur précision et de haute qualité générale et appelés Teika bon (« texte Teika »). En utilisant sa méthode, il a pu documenter la prononciation exacte des anciens waka comme ceux du Kokin Wakashū. Ses manuscrits sont également appréciés pour son style éponyme distinct et audacieux de calligraphie. La fonte de caractères Adobe Systems "Kazuraki SPN" sortie en 2009, est basée sur le style calligraphique de Fujiwara no Teika.

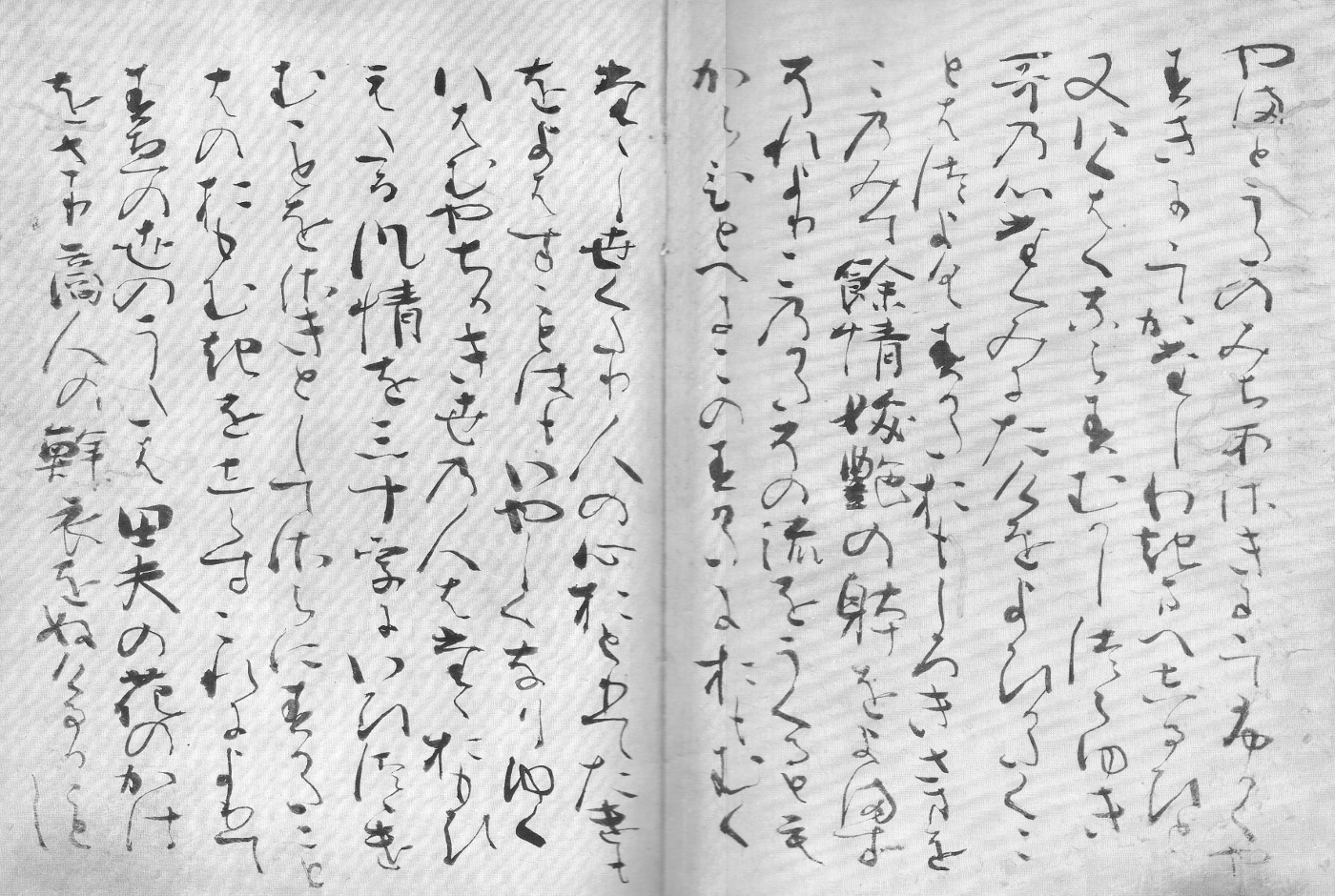
Manuscrit de « Poèmes supérieurs de notre temps » de la main de Teika, montrant son style calligraphique.

On se souvient aussi de Teika, au même titre que son père, comme étant un innovateur – selon l'Encyclopædia Britannica :
« Teika a employé la langue traditionnelle de nouvelles façons surprenantes, montrant que l'idéal normatif de « ancienne diction, nouveau traitement »[kotoba furuku, kokoro atarashi] » hérité de Shunzei pouvait accueillir l'innovation et l'expérimentation ainsi qu'assurer la préservation de la langue et des styles du passé classique ».

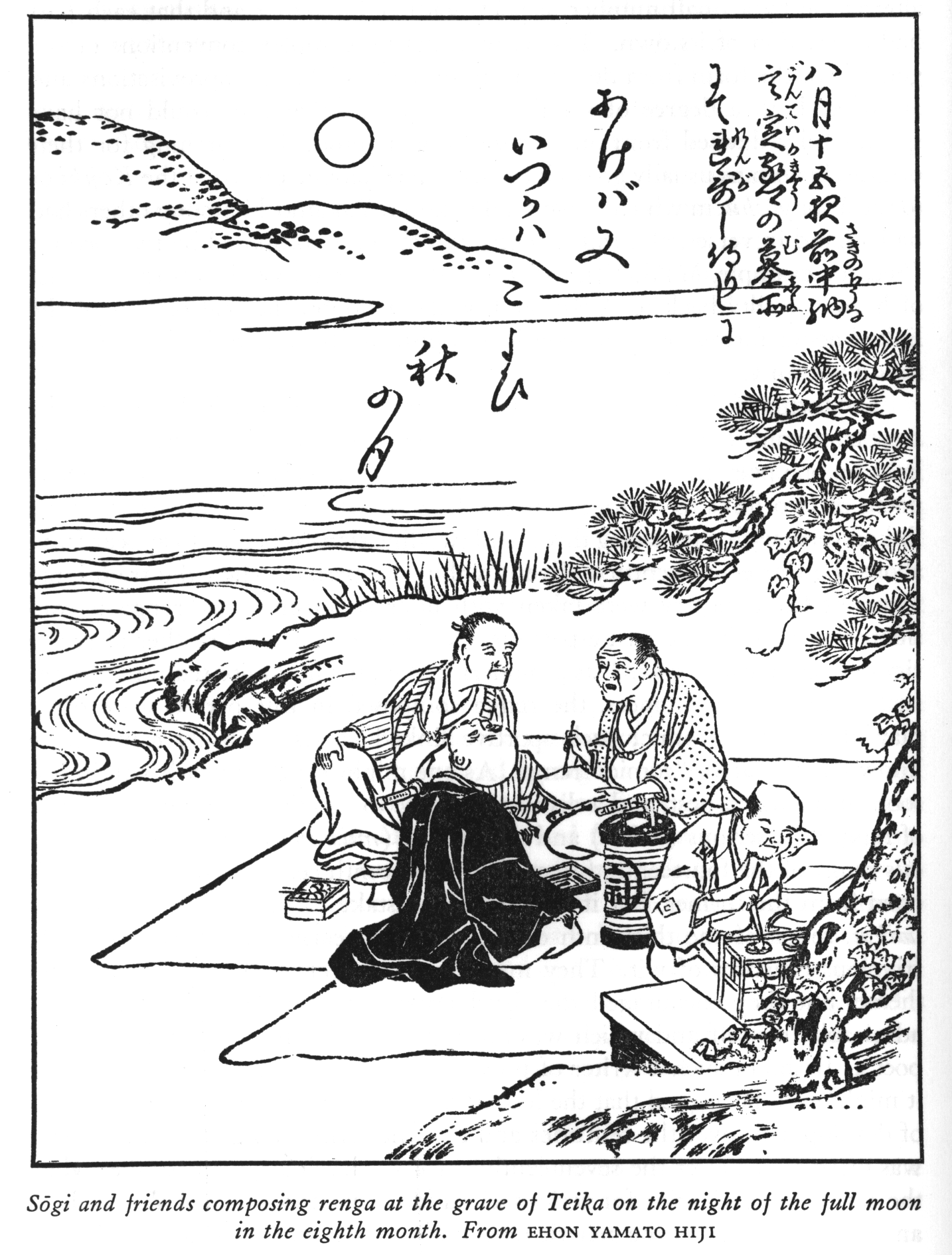
Sōgi et ses amis honorent la tombe de Teika avec une réunion poétique.

Ici, l'« ancienne diction » sont des phrases et des mots issus des « Trois Collections » : la Kokinshū, la Gosen Wakashū et la Shūi Wakashū mais pas beaucoup plus anciens que cela (par exemple, la diction du Man'yōshū était considérée trop ancienne). Teika écrit dans son Maigetsusho que les meilleurs poèmes sont spontanés et originaux mais néanmoins traditionnels :
« Mais une telle notion est tout à fait erronée. Car si nous devions appeler supérieurs tels vers, alors n'importe quel poème que nous pourrions écrire pourrait être tenu pour bon. Non, d'abord les pouvoirs d'invention doivent être libérés en récitant incessamment pour soi-même les possibilités infinies. Puis, soudainement et spontanément, parmi tous les vers que l'on est en train de composer, peut émerger un poème dont le traitement du sujet est différent du commun, un vers qui est en quelque sorte supérieur au reste. Il est plein de sentiment poétique, haute en cadence, habile, avec des résonances au-dessus et au-delà des mots eux-mêmes. Il est digne en effet, son phrasé original mais lisse et doux. Il est intéressant, imprégné d'une atmosphère subtile et pourtant claire. Il est richement évocateur, son émotion n'est ni tendue ni nerveuse mais sensée de la pertinence de l'imagerie. Un tel poème ne doit pas être composé par un effort conscient mais si un homme persiste dans la pratique incessante, il peut en produire un spontanément ».
Ce qui suit est un exemple de la façon dont Teika utilise l'imagerie ancienne et classique comme Takasago et Onoe, ainsi que les pins et les cerisiers, de manière renouvelée :
| Japonais                                                   | Rōmaji                                                                     | Français |
| 高砂の 松とみやこに ことづてよ をのへのさくら いまさかり也 | Takasago no Matsu to miyako ni Kotozute yo Onoe no sakura Ima sakari nari. | Dites-le dans la capitale : Que, comme les pins inébranlables Sur les sables de Takasago, À Onoe, les cerisiers sur les collines attendent encore dans la pléniture de leur floraison. |
|                                                            |                                                                            | |

Ses poèmes sont décrits comme remarquables par leur élégance et exemplaires des idéaux de Teika dans ses premières années et plus tard (respectivement, Teika a considérablement modifié ses convictions personnelles au cours de sa quarantaine, après la mort de Shunzei, et a simplifié son style de composition), du style yōen (妖艶) - l'un des dix styles orthodoxes que Teika a définis et défendus dans sa critique poétique, quelques-uns des autres étant le style onihishigitei (« vigueur de répression de démon »), le style sabi ou « solitude » (étroitement associé au mono no aware), le style yūgen ou « mystère et profondeur ». Le style yōen s'intéressait à la « beauté éthérée » et au ushin (« profond sentiment » ou « conviction de sentiment ». Ce passage du style yōen au ushin visait à atteindre un certain genre de makoto, ou intégrité. Teika désigne parfois son objectif du nom ushin (« sentiment profond »), terme qui prête à confusion puisque c'est aussi le nom de l'un des dix styles. Le style yōen était l'un des plus populaires à son époque dû en grande partie à l'usage qu'en faisait Teika lui-même (le yōen a été décrit pour la première fois par Fujiwara no Mototoshi dans les années 1150 mais n'a connu la réussite seulement que de façon marginale). Des années plus tard, les symbolistes admireront et imiteront (jusqu'à un certain point) son utilisation du langage pour évoquer une atmosphère dans ses brefs poèmes de style yōen. Un excellent exemple (et un plus tardif choisi pour une anthologie impériale) est le premier poème ci-dessous :
| Japonais                                                     | Rōmaji                                                                         | Français |
| 駒とめて 袖うちはらふ かげもなし 佐野のわたりの 雪の夕暮     | Koma tomete Sode uchiharau Kage mo nashi Sano no watari no Yuki no yūgere.     | Il n'y a pas d'abri où je peux reposer mon cheval fatigué, et brosser mes manches chargées : le gué de Sano et ses champs a débordé au crépuscule dans la neige. |
|                                                              |                                                                                | |
| こぬ人を まつほの浦の 夕なぎに 焼くやもしほの 身もこがれつつ | Konu hito o Matsuho no ura no Yunagi ni Yaku ya moshio no Mi mo kogare tsutsu. | Comme les algues salées, Qui brûlent dans le calme du soir. Sur la rive de Matsuo, Tout mon être est en feu, Attendant celle qui ne vient pas.                   |
|                                                              |                                                                                | |
| しかばかり 契りし中も かはりける 此世に人を たのみけるかな   | Shika bakari Chigirishi naka mo Kawarikeru Kono yo ni hito o Tanomikeru kana.  | Si forts étaient Nos engagements, mais entre nous Tout a changé; Dans ce monde, dans le sien Ai-je mis ma confiance...                                           |